# Бай-Соот
Бай-Соот — арбан в Каа-Хемском кожууне Республики Тыва, входит в состав Бай-Соотского сумона (муниципального образования «Сельское поселение Кундустугское»). Нежилой.

## Население
| 2002 | 2010 |
| ---- | ---- |
| 3    | ↘0   |

## География
Село основано у р. Бай-Соот (приток р. Малый Енисей), у впадении в неё рек Соруглул-Хем, Донгелик.
Вблизи находится целебный источник «Кундустуг аржаан» (буквально «Бобровый источник»).

## Транспорт
Автодорога «Кундустуг — Бай-Соот».

## Экономика
Прииски Соруглуг-Хем, Тойлун и пр.. Ранее действовала ферма, остались лишь её развалины.